# Hommel (bière)
Pour les articles homonymes, voir Hommel.

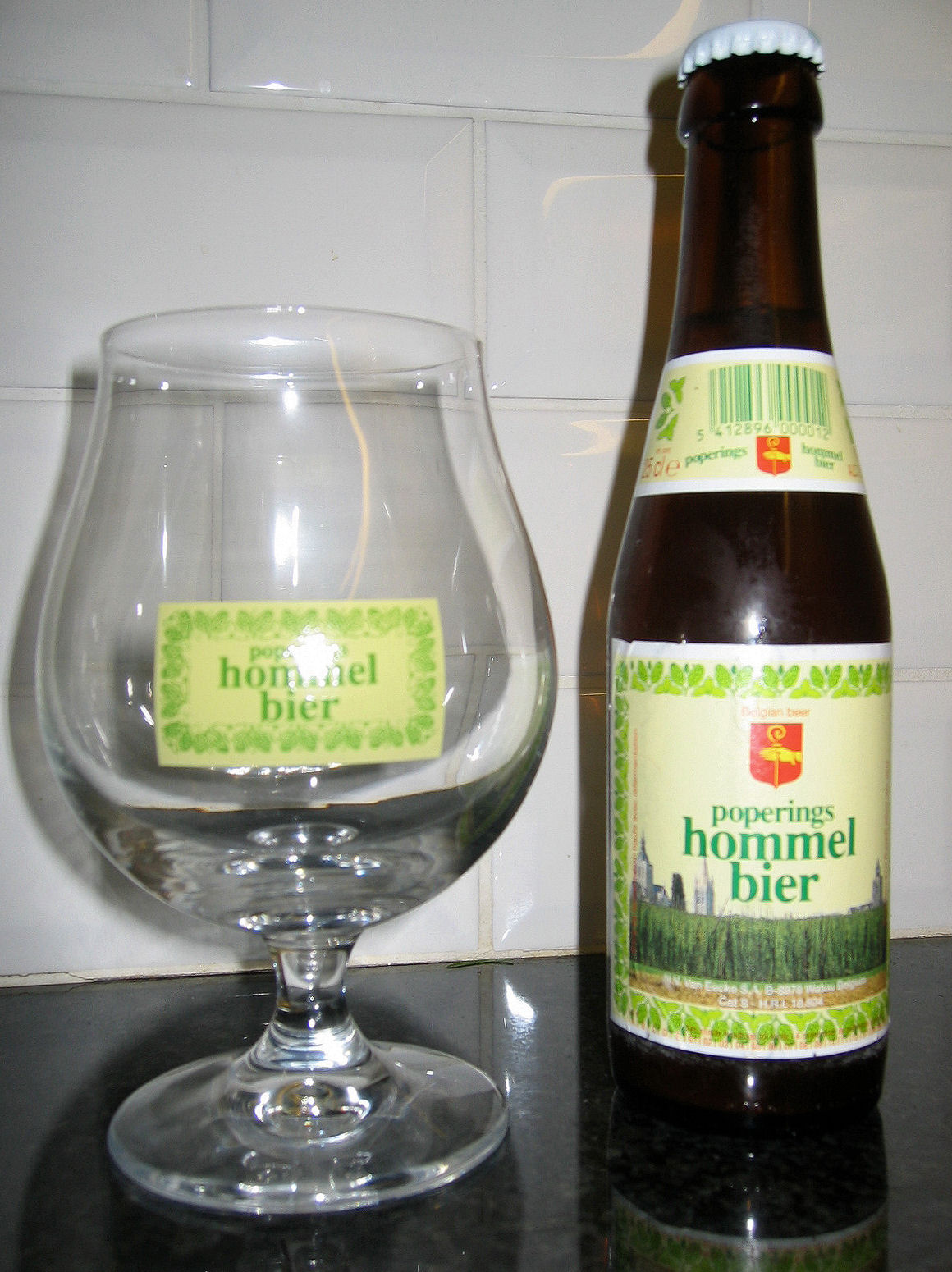

La bière Hommel est fortement houblonnée, avec un goût légèrement amer. Hommel signifie houblon en néerlandais. C'est la brasserie Van Eecke, située à Watou, à quelques kilomètres de Poperinge, Belgique, capitale de la culture houblonnière, qui la produit. Ce village de Watou, situé à 1 kilomètre de la frontière française possède d'ailleurs deux brasseries (Van Eecke et St. Bernardus) produisant des bières très typées. La « poperings hommel bier » est une bière blonde spéciale titrant 7,5 degrés d'alcool.